# Irène Fernandez
Pour les articles homonymes, voir Fernández.
Irène Fernandez (née le 1er juin 1946 et morte le 31 mars 2014) est une médecin malaisienne, militante des droits de l'homme en Malaisie.

## Biographie
Elle a fondé et dirige l’organisation de défense des droits humains Tenaganita.
En 1996, elle arrêtée pour avoir publié un rapport évoquant la situation des migrants illégaux, souffrant de malnutrition et soumis à des actes de torture. Elle est accusée et d'abord condamnée pour « publication malveillante de fausses nouvelles ».
Il s'ensuit une des plus longues affaires de justice de l'histoire de la Malaisie, à l'issue de laquelle Irène Fernandez est acquittée par la Haute cour de Kuala Lumpur, en 2008.
En 2005, Irène Fernandez a reçu le prix Nobel alternatif. Au moment de la remise du prix en Suède, elle déclare : « Dans un contexte où il n’existe pas de médias libres, de système judiciaire indépendant, de contrôle indépendant de la police et où l’État ne rend pas compte de ses actes, j’ai été déclarée coupable d’avoir publié de fausses nouvelles […] Je suis sortie du tribunal avec le sourire car je savais que j’avais dit la vérité ; nous n'avions pas transigé sur les droits fondamentaux et la dignité des personnes. Ma condamnation a […] réveillé les consciences en Malaisie et dans le reste du monde. »
Depuis son acquittement, elle poursuivait son activité dans le domaine des droits de l'Homme et elle était membre du comité de parrainage du Tribunal Russell sur la Palestine dont les travaux ont été présentés le 4 mars 2009.